# 北海道道321号中札内停车场线
北海道道321号中札内停车场线（日语：北海道道321号中札内停車場線）是一条位于北海道十胜综合振兴局管内中札内村内的普通道级道路（北海道道）。

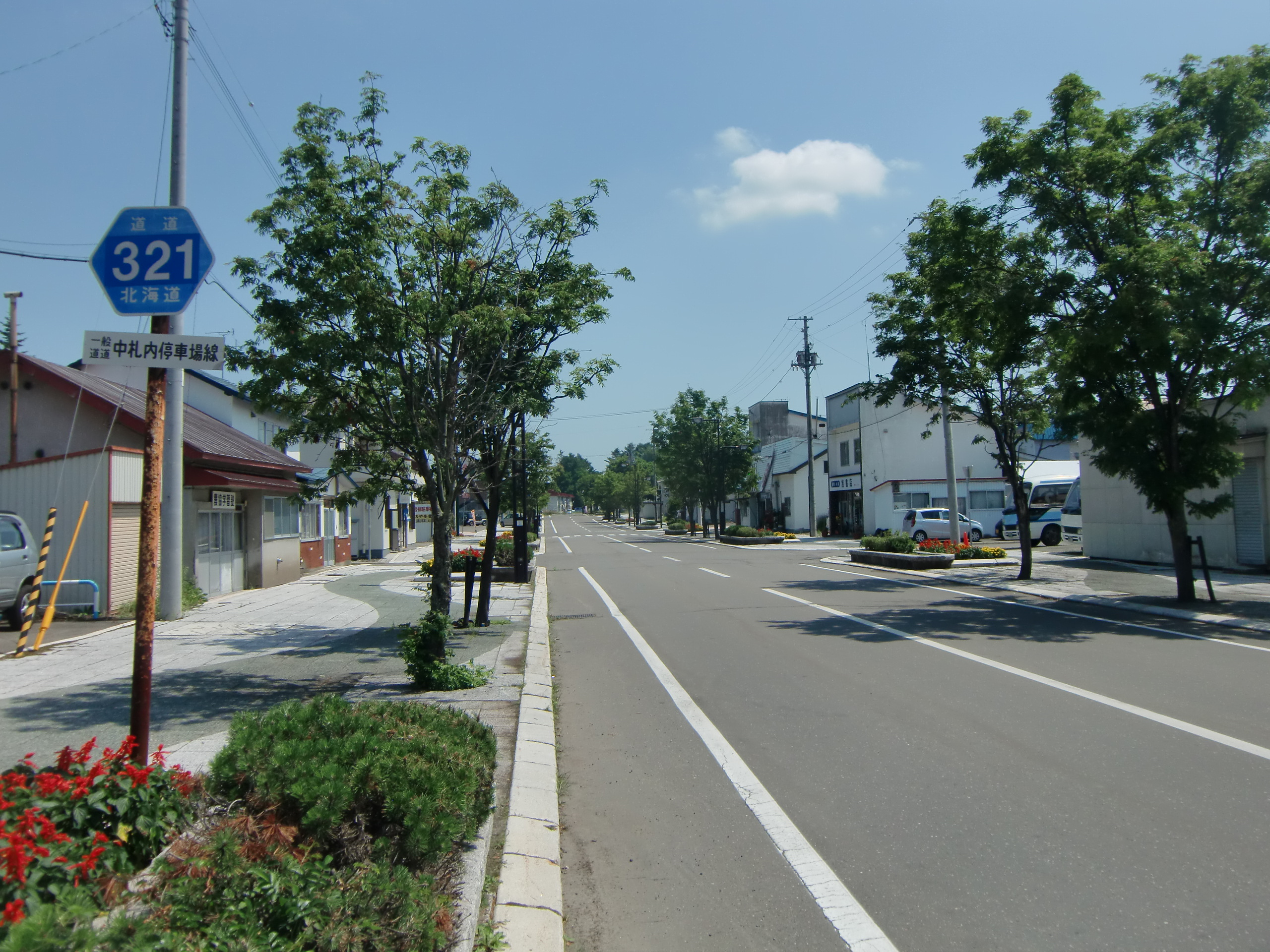
終點 附近（2011年7月摄影）

## 指定区間
- 起点：北海道河西郡中札内村東三条南3丁目（＝国铁广尾线 中札内站跡地）
- 終点：北海道河西郡中札内村大通南3丁目（＝国道236号交点）
- 总長：0.2千米

## 经过的自治体
- 十胜综合振兴局
  - 河西郡中札内村

## 主要连接道路
- 中札内村
  - 国道236号＝大通南3丁目（终点）

## 历史
- 1957年7月25日 路線勘定。（1957年北海道告示第1487号）
- 1994年10月1日 路線编号变更为321号。（1994年北海道告示第1468号）